# 聖拉撒路教堂

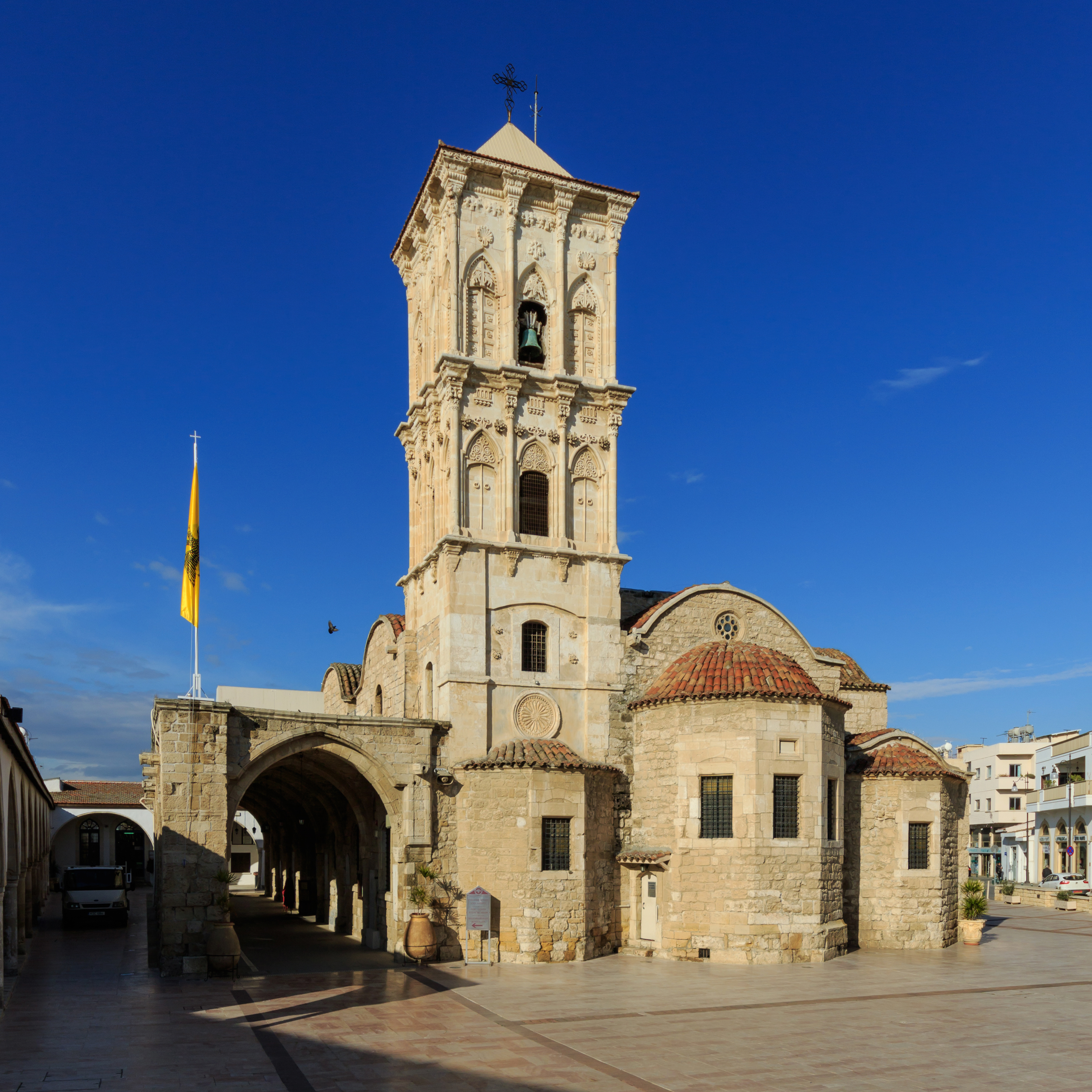

聖拉撒路教堂（希臘語：Ιερός Ναός Αγίου Λαζάρου）是位於塞普勒斯城市拉納卡的一座修建於9世紀晚期的教堂。聖拉撒路教堂是一座希臘正教會的教堂，教堂名稱來自於新約聖經中的拉撒路。

## 外部連結
- Official church web site: https://web.archive.org/web/20130926131620/http://www.ayioslazaros.org/index.html
- Historic Churches, Larnaka Regional Tourism Body
- Agios Lazaros Church （页面存档备份，存于）, Cyprus Tourism Organisation